# Meteorický roj

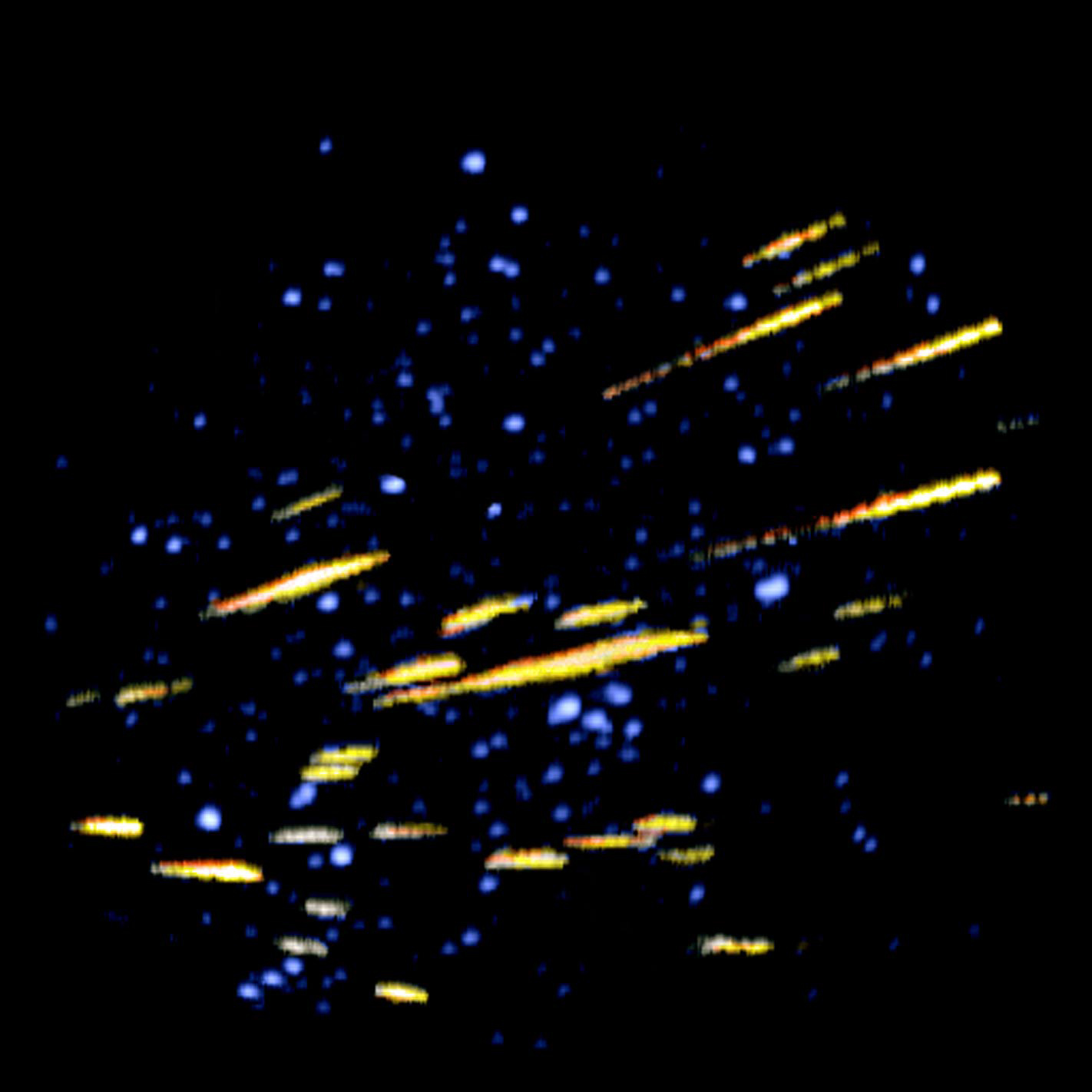
Meteorický roj Perseidy (2005)

Meteorický roj je astronomický jev, který vzniká, když Země při svém pohybu zkříží pás meteoroidů – fragmentů, kopírujících oběžné dráhy svých mateřských těles. Je tvořen meteory, zdánlivě vylétajícími z jednoho bodu na obloze. Jestliže mají meteoroidy stejné mateřské těleso – tedy těleso, ze kterého pocházejí (většinou jím je kometa), mají souběžné dráhy pohybu. Je to dáno tím, že když se kometa blíží ke Slunci, její ledové jádro se pomalu vypařuje a z povrchu se uvolňují horninové částice - prach a meteoroidy, které tvoří tzv. prachový ohon komety. Jemnější prach je slunečním větrem rozfoukán do vesmíru. Větší fragmenty jsou slunečním větrem ovlivněny méně, vytvoří proto pás meteoroidů obíhajících kolem Slunce po přibližně stejné dráze jako mateřská kometa. (U jednoho roje je možné, že mateřským tělesem by mohl být Měsíc – tedy že vznikl z hmoty vyvržené při dopadu velikého asteroidu na jeho povrch.)
Meteoridy pak mohou zkřížit dráhu Zemi a vletět do její atmosféry. Jedná se většinou o malá tělesa letící rychlostí několika desítek kilometrů za sekundu (asi 40 000 – 250 000 km/h), kterých denně protne ochrannou vrstvu atmosféry odhadem na 200 milionů. Tření o plyn v horních vrstvách atmosféry způsobí zahřátí meteoroidů, a ty se obvykle ve zlomku sekundy vypaří. Světelnému úkazu, který vzniká při jejich průletu atmosférou, se říká meteor.
Větší tělesa se však nevypaří úplně, ale husté plyny v nižších vrstvách atmosféry prudce sníží jejich pádovou rychlost asi na 90 metrů za sekundu (asi 320 km/h). Tomu, co z nich zbude po dopadu na zem, se říká meteorit.
Jelikož mají meteoridy z jedné skupiny téměř rovnoběžné dráhy, při pohledu ze Země se zdá, že meteory jakoby vylétají z jediného bodu na obloze. Tento bod se nazývá radiant. Pro představu, proč je tomu tak, si lze vzpomenout na koleje. Jsou rovnoběžné a přece se v dálce zdánlivě sbíhají v jednom bodě. Tohle je jenom jiný případ tohoto jevu, perspektivy.
Meteorických rojů je velice mnoho, ale jenom zhruba 20 je takových, při kterých je vidět v maximu za hodinu několik meteorů. Meteorický roj totiž netrvá po celý rok, ale jenom několik dnů až týdnů v roce. Maximum roje trvá několik hodin až několik dní. V návaznosti na zvětšující se vzdálenost dráhy Země od dráhy komety klesá počet fragmentů, které se střetnou se zemskou atmosférou.
Částice se také časem vzdalují (rozptylují) od dráhy komety. Čím je roj starší, tím déle jej lze pozorovat, ale tím méně meteorů je v maximu vidět.

## Známější meteorické roje
Názvy níže vybraných meteorických rojů pochází z dat Mezinárodní astronomické unie, která eviduje 581 meteorických rojů, z toho 95 obecně uznávaných.
| Roj                            | Čas                | Mateřské těleso |
| ------------------------------ | ------------------ | --- |
| Kvadrantidy                    | začátek ledna      | vesmírný objekt (196256) 2003 EH1 (planetka či vyhaslá kometa),, snad kometa C/1490 Y1. Možným zdrojem je také kometa C/1385 U1 |
| Lyridy                         | pozdní duben       | dlouhoperiodická kometa C/1861 G1 (Thatcher)                                                                                    |
| Éta Aquaridy                   | začátek května     | Halleyova kometa |
| Arietidy                       | prostředek června  | kometa 96P/Machholz, Marsdenova skupina komet a Krachtova skupina komet                                                         |
| Červnové Bootidy (periodické)  | pozdní červen      | kometa 7P/Pons-Winnecke |
| Jižní Delta Aquaridy           | pozdní červenec    | kometa 96P/Machholz, Marsdenova skupina komet a Krachtova skupina komet                                                         |
| Alfa Capricornidy              | pozdní červenec    | kometa 169P/NEAT |
| Perseidy                       | polovina srpna     | kometa 109P/Swift-Tuttle |
| Kappa Cygnidy                  | polovina srpna     | planetka 2008 ED69 |
| Drakonidy (periodické)         | začátek října      | kometa 21P/Giacobini-Zinner |
| Orionidy                       | pozdní říjen       | Halleyova kometa |
| Jižní Tauridy                  | začátek listopadu  | periodická Enckeova kometa |
| Severní Tauridy                | polovina listopadu | planetka 2004 TG10 a další |
| Andromedidy (periodické)       | polovina listopadu | kometa 3D/Biela |
| Alfa Monocerotidy (periodické) | polovina listopadu | neznámé |
| Leonidy                        | polovina listopadu | kometa 55P/Tempel-Tuttle |
| Phoenicinidy (periodické)      | začátek prosince   | kometa 289P/Blanpain |
| Geminidy                       | polovina prosince  | planetka 3200 Phaethon |
| Ursidy                         | závěr prosince     | kometa 8P/Tuttle |